# 太平洋十年涛动

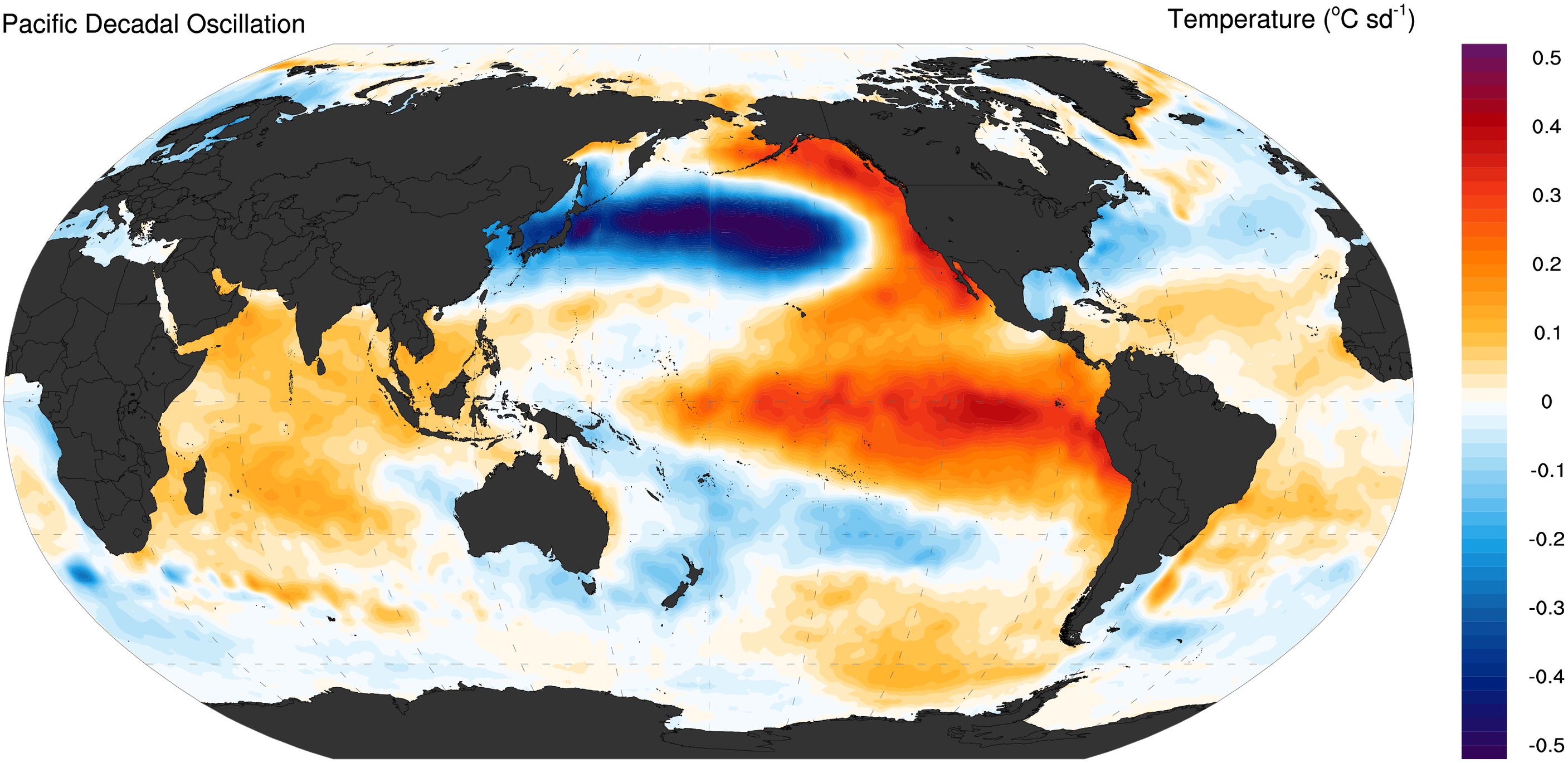
發生正相位時，太平洋表层海水温度出現异常

太平洋十年振盪（英語：Pacific Decadal Oscillation，縮寫：PDO），又稱太平洋年代際振盪或太平洋十年間振盪，是一种約以10年為周期尺度的太平洋气候变化现象。变换周期通常为20～30年。PDO的特征为太平洋北纬20度以北区域表层海水温度异常偏暖或偏冷。在太平洋十年振盪“暖相位”（或“正相位”）期间西太平洋偏冷而东太平洋偏暖，在“冷相位”（或“负相位”）期间西太平洋偏暖而东太平洋偏冷。
美国海洋学家Steven R.Hare 于1997年在研究鲑鱼繁殖现象时发现了太平洋十年涛动，并为其命名。
多数科学家认为PDO由厄尔尼诺-南方涛动（ENSO）的“红化”和大气随机过程引发。科学家經由分析美国加利福尼亚州巴哈地区的树木年轮还原了了最早到1661年的PDO现象纪录。
太平洋十年际涛动（Interdecadal Pacific oscillation，IPO）现象具有类似PDO的海面温度和压强特征，周期为15~30年，但影响区域为南、北太平洋。在太平洋赤道区域，幅度最大的海温偏离正常发生于距赤道有一定距离的区域。这与近十年际涛动（quasi-decadal oscillation ，QDO）差别显著。QDO以8~12年为周期且海温异常区域据赤道较近，类似厄尔尼诺-南方涛动。

## 成因
多个研究显示PDO指数可以通过赤道作用和额外的赤道气候系统的叠加重建。与ENSO不同，PDO并非海洋变化的单一物理模式而是多个具有不同起因的动态过程相叠加的结果。

## 相關
- 加利福尼亞洋流
- 哈德里環流圈
- 北極振盪